# Guillem Rubio i Vergara
Guillem Rubio i Vergara (Terrassa, 14 d'octubre de 1982), és un jugador català de bàsquet que juga a la posició d'aler pivot. Actualment es troba sense equip.

## Carrera esportiva
Va començar a jugar en federats amb la pedrera del Sant Pere Terrassa, fins a la categoria júnior on va formar part de les files inferiors de la Unió Manresana; va debutar a l'ACB en la temporada 1999-2000 amb el TDK Manresa. Després milità a les files de diferents equips de categories EBA i LEB fins que a la temporada 2004-05 tornà al conjunt manresà, procedent del CB Plasencia. Amb el Bàsquet Manresa hi va jugar durant quatre temporades, on va ser capità de l'equip. El 2009 va firmar amb l'Unicaja de Màlaga un contracte per tres temporades ampliable a una quarta. L'agost de 2011 va fitxar pel CB Sevilla per dues temporades, si bé en la temporada 2012-2013 fitxaria pel Lagun Aro. En acabar la temporada, quedaria sense equip, i realitzaria la pretemporada amb el València Basket Club.

### Selecció espanyola
El 14 d'agost del 2009 debutà amb la selecció espanyola, amb la qual estava concentrat en qualitat de convidat per a la gira de preparació de l'Eurobasket 2009, en un partit contra Cuba en què contribuí amb 4 punts a la victòria espanyola per 94 a 57, juntament amb Sergi Llull i Saúl Blanco.